# San Giorgio a Cremano
San Giorgio a Cremano est une ville italienne de la ville métropolitaine de Naples, dans la région Campanie.

## Géographie

### Généralités
Située entre les pentes du Vésuve et la mer, elle fait aujourd'hui partie intégrante de l'agglomération urbaine de la ville de Naples, à laquelle elle est reliée par la ligne de Naples à Salerne (Trenitalia) et la voie ferrée Circumvesuviana. Elle est généralement divisée par ses habitants en deux parties: San Giorgio Alta et San Giorgio Bassa. La partie basse de San Giorgio comprend la mairie et l'église de la Reine-des-Lys, ainsi que les places Troisi et de la mairie, tandis que la partie haute comprend la Piazza Giordano Bruno, la Via Manzoni et l'église Santa Maria dell'Aiuto.
San Giorgio a Cremano bénéficie d'une position stratégique dans le réseau de transport régional de la Campanie, offrant un accès direct à plusieurs sites touristiques et archéologiques majeurs.

### Réseau ferroviaire
La ville est desservie par deux gares principales, permettant des connexions efficaces vers les principales destinations de la région:
- Gare de San Giorgio a Cremano (Circumvesuviana): Située sur le réseau de la Circumvesuviana, cette gare offre des liaisons fréquentes vers Naples, Ercolano, Pompei, et Sorrente.
- Gare de Pietrarsa-San Giorgio a Cremano (Trenitalia): Située sur la ligne ferroviaire Naples–Salerne, cette gare permet des connexions vers Naples, Cava de' Tirreni, Vietri sul Mare et Salerne. Les trains régionaux de Trenitalia desservent cette gare avec une fréquence moyenne de 20 minutes.

Ces infrastructures ferroviaires facilitent les déplacements des résidents et des visiteurs vers les sites d'intérêt de la région, tels que les fouilles archéologiques d'Ercolano et de Pompéi, la ville de Naples et la côte amalfitaine.

### Communes limitrophes
Ercolano, Naples, Portici, San Sebastiano al Vesuvio.

## Administration
| Période                                   | Période  | Identité      | Étiquette | Qualité |
| ----------------------------------------- | -------- | ------------- | --------- | ------- |
| Depuis juin 2015, réélu en septembre 2019 | En cours | Zinno Giorgio | PD        | maire   |

## Curiosité
Les célèbres statues équestres en bronze de Charles de Bourbon et de Ferdinand Ier des Deux-Siciles, situées sur la place du Plébiscite à Naples devant le Palais royal de Naples, ont un lien direct avec la ville de San Giorgio a Cremano. Selon la correspondance entre le sculpteur Antonio Canova et le fondeur Francesco Righetti, les statues ont été coulées dans une fonderie située à San Giorgio a Cremano. Le contrat, signé en décembre 1815 et ratifié en janvier suivant, prévoyait un paiement de 175 000 écus romains et un délai de sept ans pour l'achèvement.
Initialement, la première statue devait représenter Napoléon Bonaparte, selon les souhaits de Joseph Bonaparte, mais après le retour des Bourbons à Naples, Ferdinand Ier demanda à Canova de remplacer le sujet par celui de son père Charles III et de réaliser une seconde statue à son effigie. Canova réalisa seulement les chevaux ; la statue de Ferdinand fut sculptée par son élève Antonio Calì, lauréat du concours de 1823.
Une anecdote populaire raconte qu'en 1860, lors des soulèvements garibaldiens, la population voulut détruire les statues royales. Un prêtre serait monté sur l'une d'elles et aurait convaincu la foule de les épargner, affirmant qu'on pourrait un jour "remplacer facilement les têtes par celles de Garibaldi ou du nouveau roi d'Italie".